# Mon cœur se recommande à vous
Mon cœur se recommande à vous est un madrigal de la Renaissance dont le texte, attribué à Clément Marot, a été mis en musique par Roland de Lassus dans la deuxième partie du XVIe siècle.

## Description
Ce poème de Clément Marot mis, semble-t-il, en musique par Roland de Lassus est la lamentation d'un homme à qui on interdit de voir sa belle et se situe dans le thème de l'amour transi.
La pièce de Roland de Lassus apparaît en 1591 dans le Quatorzième livre de chansons à quatre, et cinq parties d'Orlande de Lassus de Adrian Le Roy et en 1619 dans les Meslanges de la musique d'Orlande de Lassus à III. V. VI. VIII. et dix parties de Pierre Ballard.

## Analyse
La mélodie de Rolland de Lassus mêle une écriture contrapuntique — ou entrées en imitation — et une écriture syllabique verticale,.
La lamentation est écrite en mode de fa.

## Paroles
Le texte, triste et mélancolique, se compose de deux strophes en quatrains, rimés et versifiés en octosyllabe. Il est chanté en trois parties :
1. quatre phrases (A1 A2 A1 A3), des mesures 1 à 15 ;
2. quatre phrases (B1 B2 B1 B3), des mesures 16 à 25 ;
3. quatre phrases (A1 A2 A1 A3), des mesures 26 jusqu’à la fin.

Mon cœur se recommande à vous

Tout plein d'ennui et de martyre

Au moins en dépit des jaloux

Faites qu'adieu vous puisse dire.
Ma bouche qui savait sourire

Et conter propos gracieux

Ne fait maintenant que maudire 

Ceux qui m'ont banni de vos yeux.
Mon cœur se recommande à vous

Tout plein d'ennui et de martyre

Au moins en dépit des jaloux

Faites qu'adieu vous puisse dire.

## Postérité
Plusieurs compositions anciennes ou contemporaines sur ce même texte constituent des prolongements ou des hommages aux compositeurs de la Renaissance.
À son tour Gérard de Turnhout et Séverin Cornet s'emparent du poème et du motif du superius — de la voix soprane moderne — écrit par Rolland de Lassus pour composer leurs propres arrangements — deux arrangements connus pour van Turnhout. Didier Le Blanc, actif de 1578 à 1584, a également composé une chanson à deux voix égales portant le même titre. De même Jean de Castro a composé, sur le même poème de Clément Marot, une chanson à trois voix,. 
Philippe de Monte (1521-1603) a composé une messe à cinq voix, également intitulée Mon cœur se recommande à vous.
 Missa super Mon cœur se recommande à vous est une messe en fa mineur, en cinq parties, datée de 1657. Elle est une parodie de la pièce de Rolland de Lassus à qui elle a été attribuée initialement, mais elle est désormais considérée comme une œuvre de Johannes Eccard.
Le compositeur néerlandais Bernard van Dieren (1887-1936), en a fait un arrangement pour voix et piano ;
En 1961, Jacques Douai enregistre la chanson de Rolland de Lassus dans son album Chansons anciennes. Il est pour l’occasion accompagné au cymbalum par Ferenc Gerencsér,.